# Diócesis de Divinópolis

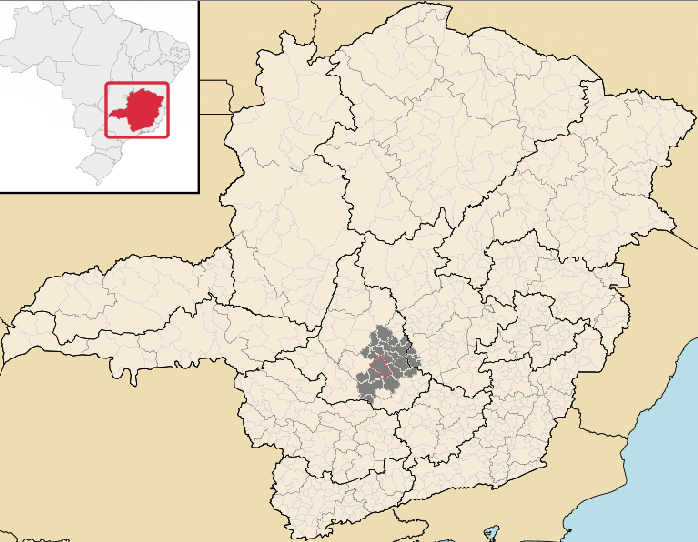
Diócesis de Divinópolis.

Regional CNBB Leste 2.

La diócesis de Divinópolis (en latín: Dioecesis Divinopolitana y en portugués: Diocese de Divinópolis) es una circunscripción eclesiástica latina de la Iglesia católica en Brasil, sufragánea de la arquidiócesis de Belo Horizonte. La diócesis tiene al obispo José Carlos de Souza Campos como su ordinario desde el 26 de febrero de 2014. 

## Territorio y organización

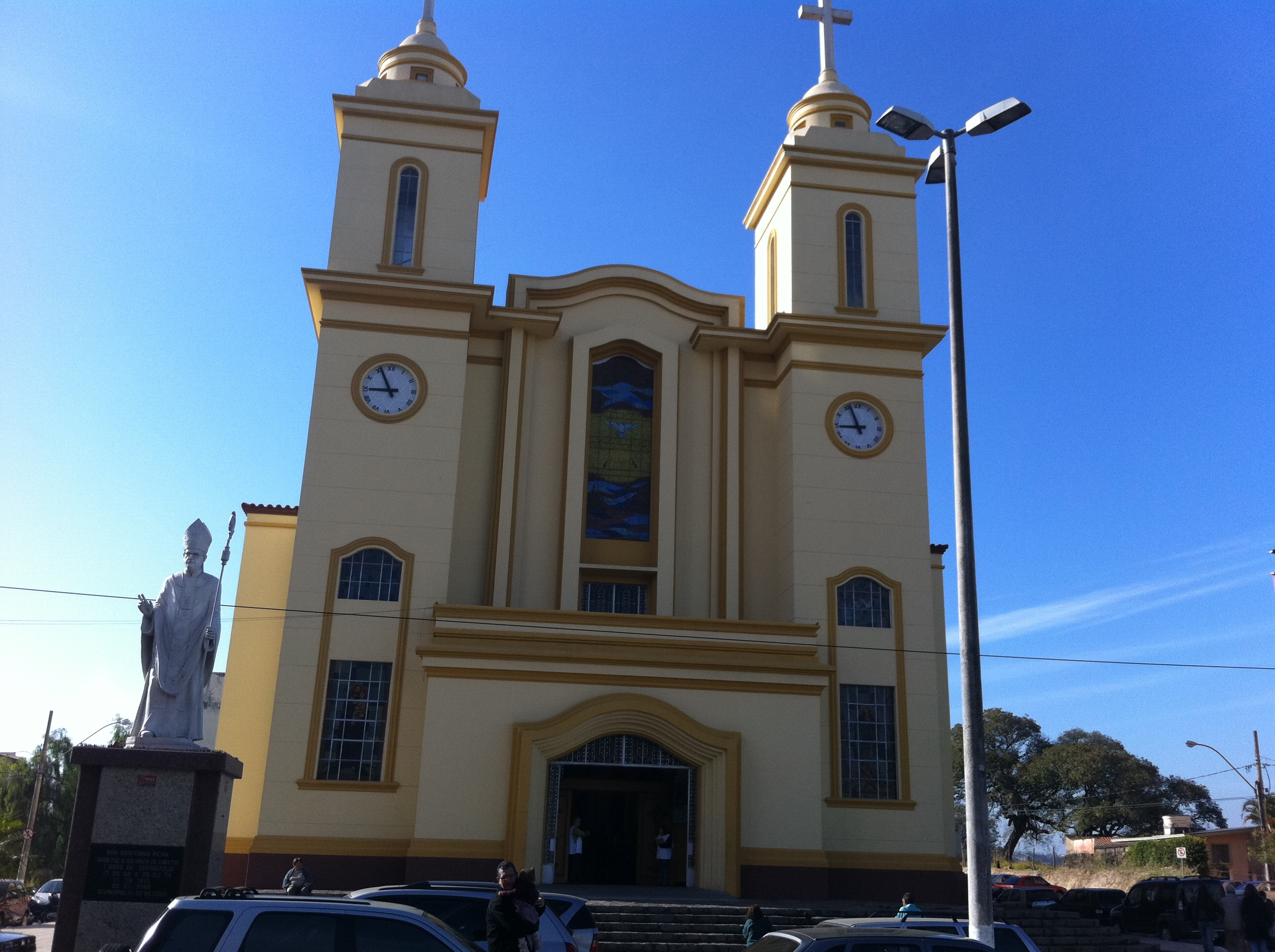
Catedral de Divinopolis.

La diócesis tiene 8224 km² y extiende su jurisdicción sobre los fieles católicos de rito latino residentes en 25 municipios del estado de Minas Gerais: Divinópolis, Carmo do Cajuru, São Gonçalo do Pará, Araújos, Nova Serrana, Perdigão, Onça de Pitangui, Pitangui, Conceição do Pará, Leandro Ferreira, Pará de Minas, Florestal, Igaratinga, São José da Varginha, Itaúna, Itatiaiuçu, Mateus Leme, Igarapé, Juatuba, São Joaquim de Bicas, Itapecerica, Camacho, Cláudio, Pedra do Indaiá y São Sebastião do Oeste.
La sede de la diócesis se encuentra en la ciudad de Divinópolis, en donde se halla la Catedral del Espíritu Santo.
En 2019 en la diócesis existían 54 parroquias agrupadas en 7 foranías: Imaculada Conceição, Nossa Senhora da Piedade, São Bento, Divino Espírito Santo, Nossa Senhora do Carmo, Sant'Ana y Santo Antônio.

## Historia
La diócesis fue erigida el 11 de julio de 1958 con la bula Qui a Christo del papa Pío XII, obteniendo el territorio de la arquidiócesis de Belo Horizonte y de la diócesis de Aterrado (hoy diócesis de Luz).
El 5 de septiembre de 1960, con la carta apostólica Virginis immaculatae, el papa Juan XXIII proclamó a la Santísima Virgen María Inmaculada patrona principal de la diócesis.

## Estadísticas
De acuerdo al Anuario Pontificio 2020 la diócesis tenía a fines de 2019 un total de 704 000 fieles bautizados.
| Año                                                                             | Población            | Población | Población      | Sacerdotes | Sacerdotes    | Sacerdotes    | Bautizados por sacerdote | Diáconos permanentes | Religiosos | Religiosos | Parroquias |
| Año                                                                             | Bautizados católicos | Total     | % de católicos | Total      | Clero secular | Clero regular | Bautizados por sacerdote | Diáconos permanentes | Varones    | Mujeres    | Parroquias |
| ------------------------------------------------------------------------------- | -------------------- | --------- | -------------- | ---------- | ------------- | ------------- | ------------------------ | -------------------- | ---------- | ---------- | ---------- |
| 1966                                                                            | 298 000              | 300 000   | 99.3           | 61         | 21            | 40            | 4885                     |                      | 65         | 96         | 33         |
| 1968                                                                            | 298 000              | 300 000   | 99.3           | 55         | 21            | 34            | 5418                     |                      | 48         | 114        | 23         |
| 1976                                                                            | 320 400              | 330 010   | 97.1           | 46         | 22            | 24            | 6965                     |                      | 36         | 72         | 35         |
| 1980                                                                            | 327 000              | 357 000   | 91.6           | 47         | 23            | 24            | 6957                     |                      | 27         | 80         | 35         |
| 1990                                                                            | 435 862              | 468 588   | 93.0           | 51         | 33            | 18            | 8546                     | 2                    | 27         | 82         | 37         |
| 1999                                                                            | 600 000              | 701 000   | 85.6           | 72         | 49            | 23            | 8333                     |                      | 31         | 56         | 45         |
| 2000                                                                            | 609 000              | 710 000   | 85.8           | 83         | 57            | 26            | 7337                     |                      | 35         | 82         | 45         |
| 2001                                                                            | 621 000              | 720 000   | 86.3           | 80         | 53            | 27            | 7762                     |                      | 38         | 107        | 47         |
| 2002                                                                            | 583 696              | 678 312   | 86.1           | 79         | 52            | 27            | 7388                     |                      | 42         | 122        | 47         |
| 2003                                                                            | 573 893              | 671 644   | 85.4           | 81         | 53            | 28            | 7085                     |                      | 61         | 127        | 47         |
| 2004                                                                            | 586 474              | 681 740   | 86.0           | 86         | 58            | 28            | 6819                     |                      | 55         | 121        | 48         |
| 2006                                                                            | 612 390              | 712 636   | 85.9           | 95         | 69            | 26            | 6446                     |                      | 42         | 106        | 50         |
| 2013                                                                            | 673 000              | 786 000   | 85.6           | 102        | 83            | 19            | 6598                     |                      | 31         | 91         | 53         |
| 2016                                                                            | 687 453              | 805 695   | 85.3           | 112        | 86            | 26            | 6137                     |                      | 36         | 90         | 53         |
| 2019                                                                            | 704 000              | 825 000   | 85.3           | 106        | 86            | 20            | 6641                     |                      | 31         | 86         | 54         |
| Fuente: Catholic-Hierarchy, que a su vez toma los datos del Anuario Pontificio. |                      |           |                |            |               |               |                          |                      |            |            |            |

## Episcopologio
- Cristiano Portela de Araújo Pena † (19 de febrero de 1959-26 de marzo de 1979 renunció)
- José Costa Campos † (26 de marzo de 1979-27 de febrero de 1989 renunció)
- José Belvino do Nascimento † (27 de febrero de 1989-11 de febrero de 2009 retirado)
- Tarcísio Nascentes dos Santos (11 de febrero de 2009-1 de agosto de 2012 nombrado obispo de Duque de Caxias)
- José Carlos de Souza Campos, desde el 26 de febrero de 2014